# Zimmer 483
Zimmer 483 ist das zweite Studioalbum der deutschen Band Tokio Hotel. Es wurde am 23. Februar 2007 im deutschsprachigen Raum veröffentlicht, später dann europaweit.

## Entstehungsgeschichte
Tokio Hotel arbeiteten für Zimmer 483 mit dem gleichen Team wie beim Debütalbum Schrei. Nach eigenen Angaben hatten sie mehr Raum zum Experimentieren und keine Deadline, um das Album fertigzustellen. Bei den Aufnahmen konzentrierten sie sich auf den Gitarren- und den Schlagzeugsound. Das Lied Wir sterben niemals aus ist das einzige, bei dem nur Bill und Tom Kaulitz als Songwriter aufgeführt sind. Die restlichen Songs entstanden durch ein Songwriterkollektiv. Das Songwriting erfolgte demokratisch, von den Liedern mussten alle vier Mitglieder von Tokio Hotel überzeugt sein.
Der Albumtitel basiert auf einem existierenden Hotelzimmer, das für die Band eine große Bedeutung hat. Den genauen Hintergrund der Titelbenennung hält die Band aber geheim. Entgegen anderslautenden Spekulationen habe die Zimmernummer nichts mit Sex zu tun.
Die Single Übers Ende der Welt erschien vor Veröffentlichung des Albums am 26. Januar 2007. Das Album selbst folgte am 23. Februar 2007 als normale CD-Version und als „Limited Deluxe Version“ mit beigefügter DVD. Diese enthält ein Fotoshooting, ein exklusives Interview, das Musikvideo zu Übers Ende der Welt und das dazugehörige Making-of. Am 1. Juni 2007 erscheint zudem eine englischsprachige Version des Albums für den europäischen Markt unter dem Titel Room 483.
Der dazugehörige Tourneestart Mitte März musste jedoch um zwei Wochen verschoben werden, da die Bühne nicht rechtzeitig fertiggestellt werden konnte. Die Tour wurde abgefilmt und als Livealbum, als Doppel-DVD sowie als Kinofilm im Herbst 2007 veröffentlicht.

## Inhalt
Übers Ende der Welt, Eröffnungslied und erste Singleauskopplung, entstand recht früh am Ende der letzten Tour zum Schrei-Album und repräsentiert für die Band einen Reflexionsprozess ihres schnellen und rasanten Aufstiegs von einer unbekannten Schülerband zu einer der erfolgreichsten Bands in Deutschland. Das Musikvideo greift das Metropolis-Thema von Regisseur Fritz Lang auf und ist als düsterer Schwarzweißfilm umgesetzt worden. Auch das Lied Reden behandelt die Rockstarproblematik. Mit Totgeliebt, Vergessene Kinder und An Deiner Seite (Ich Bin Da) sind drei Balladen auf dem Album zu finden. Die zweite Single Spring nicht, erschienen am 4. Juni 2007 behandelt das Thema Suizid, Stich ins Glück dagegen das Thema Drogenmissbrauch.
| #   | Titel                        | Songschreiber                                                                           | Länge |
| --- | ---------------------------- | --------------------------------------------------------------------------------------- | ----- |
| 1.  | Übers Ende der Welt          | Dave Roth, Patrick Benzner, David Jost, Peter Hoffmann, Bill Kaulitz, Tom Kaulitz       | 3:33  |
| 2.  | Totgeliebt                   | D. Roth, Benzner, Jost, Hoffmann, B. Kaulitz, T. Kaulitz, Georg Listing, Gustav Schäfer | 3:42  |
| 3.  | Spring nicht                 | D. Roth, Benzner, Jost, Hoffmann, B. Kaulitz, T. Kaulitz                                | 4:09  |
| 4.  | Heilig                       | D. Roth, Benzner, Jost, Hoffmann, B. Kaulitz                                            | 4:03  |
| 5.  | Wo sind eure Hände           | D. Roth, Benzner, Jost, Hoffmann, B. Kaulitz, T. Kaulitz, Listing, Schäfer              | 3:37  |
| 6.  | Stich ins Glück              | D. Roth, Benzner, Jost, Hoffmann, B. Kaulitz, T. Kaulitz                                | 4:05  |
| 7.  | Ich brech aus                | D. Roth, Benzner, Jost, Hoffmann, B. Kaulitz, T. Kaulitz, Listing, Schäfer              | 3:24  |
| 8.  | Reden                        | D. Roth, Benzner, Jost, Hoffmann, B. Kaulitz, T. Kaulitz                                | 3:13  |
| 9.  | Nach dir kommt nichts        | D. Roth, Benzner, Jost, Hoffmann, B. Kaulitz, T. Kaulitz                                | 3:14  |
| 10. | Wir sterben niemals aus      | B. Kaulitz, T. Kaulitz                                                                  | 2:59  |
| 11. | Vergessene Kinder            | D. Roth, Benzner, Jost, Hoffmann, B. Kaulitz, T. Kaulitz                                | 4:34  |
| 12. | An deiner Seite (Ich bin da) | D. Roth, Benzner, Jost, Hoffmann, B. Kaulitz                                            | 4:24  |

Frankreich/Spanien Bonustracks
| #   | Titel                 | Songwriters                                                      | Länge |
| --- | --------------------- | ---------------------------------------------------------------- | ----- |
| 13. | Wir schließen uns ein | D. Roth, Benzner, Jost, Hoffmann, B. Kaulitz, T. Kaulitz         | 3:14  |
| 14. | Monsoon               | D.Roth, Benzner, Jost, Hoffmann, B. Kaulitz, Rebecca Roth        | 4:02  |
| 15. | Ready, Set, Go!       | D.Roth, Benzner, Jost, Hoffmann, T. Kaulitz, B. Kaulitz, R. Roth | 3:34  |

## Singleauskopplungen
| Jahr | Titel                                                   | Höchstplatzierung, Gesamtwochen, AuszeichnungChartplatzierungen (Jahr, Titel, , Platzierungen, Wochen, Auszeichnungen, Anmerkungen) | Höchstplatzierung, Gesamtwochen, AuszeichnungChartplatzierungen (Jahr, Titel, , Platzierungen, Wochen, Auszeichnungen, Anmerkungen) | Höchstplatzierung, Gesamtwochen, AuszeichnungChartplatzierungen (Jahr, Titel, , Platzierungen, Wochen, Auszeichnungen, Anmerkungen) | Höchstplatzierung, Gesamtwochen, AuszeichnungChartplatzierungen (Jahr, Titel, , Platzierungen, Wochen, Auszeichnungen, Anmerkungen) | Anmerkungen |
| Jahr | Titel                                                   | DE | AT | CH | UK | Anmerkungen |
| ---- | ------------------------------------------------------- | --- | --- | --- | --- | --- |
| 2007 | Übers Ende der Welt Ready, Set, Go! (englische Version) | DE1 (12 Wo.)DE | AT1 (12 Wo.)AT | CH2 (13 Wo.)CH | UK77 (1 Wo.)UK | Erstveröffentlichung: 26. Januar 2007 (DE-Version) Erstveröffentlichung: 24. August 2007 (EN-Version) Verkäufe: + 56.700 |
| 2007 | Spring nicht Don’t Jump (englische Version)             | DE3 (9 Wo.)DE | AT7 (10 Wo.)AT | CH21 (6 Wo.)CH | — | Erstveröffentlichung: 6. April 2007 (DE-Version) Erstveröffentlichung: 4. April 2008 (EN-Version)                        |
| 2007 | An deiner Seite (Ich bin da) / 1.000 Meere              | DE2 (9 Wo.)DE | AT6 (8 Wo.)AT | — | — | Erstveröffentlichung: 16. November 2007 Verkäufe: + 51.800                                                               |

## Rezeption

### Rezensionen
Matthias Möller von laut.de sagte Folgendes über das Album:

„Was bleibt vom Zweitwerk von Deutschlands größter Popband? Zwölfmal chartkompatibler Einheitsbrei. Leider nicht mehr.“

### Charts und Chartplatzierungen
| ChartsChartplatzierungen | Höchstplatzierung | Wochen |
| ------------------------ | ----------------- | ------ |
| Deutschland (GfK)        | 1 (36 Wo.)        | 36     |
| Österreich (Ö3)          | 2 (11 Wo.)        | 11     |
| Schweiz (IFPI)           | 2 (16 Wo.)        | 16     |

| ChartsJahrescharts (2007) | Platzierung |
| ------------------------- | ----------- |
| Deutschland (GfK)         | 18          |
| Österreich (Ö3)           | 59          |
| Schweiz (IFPI)            | 69          |

### Auszeichnungen für Musikverkäufe
| Land/Region        | Auszeichnungen für Musikverkäufe (Land/Region, Auszeichnung, Verkäufe) | Verkäufe |
| ------------------ | ---------------------------------------------------------------------- | -------- |
| Belgien (BRMA)     | Gold                                                                   | 15.000   |
| Deutschland (BVMI) | Platin                                                                 | 200.000  |
| Frankreich (SNEP)  | Platin                                                                 | 200.000  |
| Österreich (IFPI)  | Platin                                                                 | 20.000   |
| Polen (ZPAV)       | Gold                                                                   | 10.000   |
| Russland (NFPF)    | 3× Platin                                                              | 60.000   |
| Schweiz (IFPI)     | Gold                                                                   | 15.000   |
| Ungarn (MAHASZ)    | Gold                                                                   | 3.000    |
| Insgesamt          | 4× Gold · 6× Platin ·                                                  | 523.000  |